# التهديدات الدبلوماسية
التهديدات الدبلوماسية، أو الإقناع بالقوة، (بالإنجليزية: Coercive diplomacy)‏، هي محاولة الحصول على هدف، أو دولة، أو مجموعة، داخل دولة، أو جهة فاعلة غير حكومية، لتغيير سلوكها غير المرغوب فيه، إما عن طريق التهديد، باستخدام القوة، أو استخدام محدود للقوة الفعلية.
يشير هذا المصطلح أيضًا، إلى الدبلوماسية التي تفترض مسبقًا، استخدام القوة العسكرية، أو التهديد باستخدامها، لأغراض سياسية. التهديدات الدبلوماسية، هي في الأساس استراتيجية دبلوماسية، تستند إلى التهديد باستخدام القوة، وليس القوة فعلا. أما إذا تم استخدام القوة، لتعزيز الجهود الدبلوماسية في الإقناع، فسيتم استخدامها بشكل مثالي، أي في شكل عمل عسكري، محدود للغاية، لإظهار القرار والرغبة في التصعيد، إلى مستويات عالية من العمل العسكري، إذا لزم الأمر.
يمكن وصف التهديدات الدبلوماسية، بشكل أوضح بأنها «إستراتيجية سياسية دبلوماسية، تهدف إلى التأثير على إرادة الخصم، أو تحفيزه». إنها استراتيجية، تجمع بين تهديدات القوة، وإذا لزم الأمر، الاستخدام المحدود والانتقائي للقوة، في زيادات منفصلة، ومراقبة. أي استراتيجية للمساومة مع حوافز إيجابية. الهدف من ذلك كله، هو حث الخصم على الامتثال للمطالب، أو التفاوض على أفضل حل وسط ممكن، وفي الوقت نفسه إدارة الأزمة، لمنع التصعيد العسكري، غير المرغوب فيه.
ولتمييز التهديدات الدبلوماسية، عن نظرية الردع، فهي إستراتيجية، تستهدف الخصوم، لثنيهم عن اتخاذ إجراء لم يبدأ بعد، بحيث تتطلب هذه الدبلوماسية، بذل جهود كبيرة، لإقناع الخصم، بوقف العمل، أو عكس اتجاهه.